# Paolo Moerich

Paolo Moerich, Crocifisso di Salò, 1458-1459, Duomo di Salò.

Paolo Moerich (... – Rimini, 5 ottobre 1475) è stato un religioso e scultore tedesco.

## Biografia
Paolo Moerich, figlio di Enrico, fu un frate domenicano forse originario di Rot, in Germania, scultore-intagliatore di crocifissi attivo in Italia a Reggio Emilia e tra Ancona e Rimini nella metà del Quattrocento.
Morì nell'ospedale della Misericordia di Rimini nel 1475.

## Opere
- Crocifisso di Salò, legno intagliato dipinto, 1458-1459, Duomo di Salò,[2] in antecedenza attribuito a Giovanni Teutonico.[3][4][5]
- Crocifisso, legno intagliato, metà del Quattrocento, Chiesa di San Girolamo all'Osservanza, Faenza.